# Биогерм
Биогерм (от греч. βίος — жизнь и γερμα — подводная складка-холм) — известковый нарост на дне водоёма, образованный прикреплёнными организмами, отлагающими известь и сохраняющими после своей смерти прижизненное положение (кораллами, мшанками, губками, червями, фораминиферами и другими животными, а также цианобактериями и багряными водорослями).

## Описание
Размеры биогерма варьируют от нескольких см до десятков и сотен метров по вертикали и нескольких км по горизонтали (при длительном существовании). Склоны и контакты биогерма с синхроничными осадками крутые, «в клин» или постепенные биогермы всегда локальны, форма их разнообразна — от штоковидной до линзовидной. Биогермы характерны для рифовых фаций, они входят в состав рифа. Накопление осадка в биогерме происходит своеобразно: стоящие торчком на дне водоема твердые скелеты организмов задерживают детритовый, терригенный и пепловый материал, создавая условия для более быстрого накопления отл. на положительных структурах и их склонах. Биогермы встречаются как в морских, так и (реже) в пресных водоемах.